# Philipp Christian Friedrich Bodecker

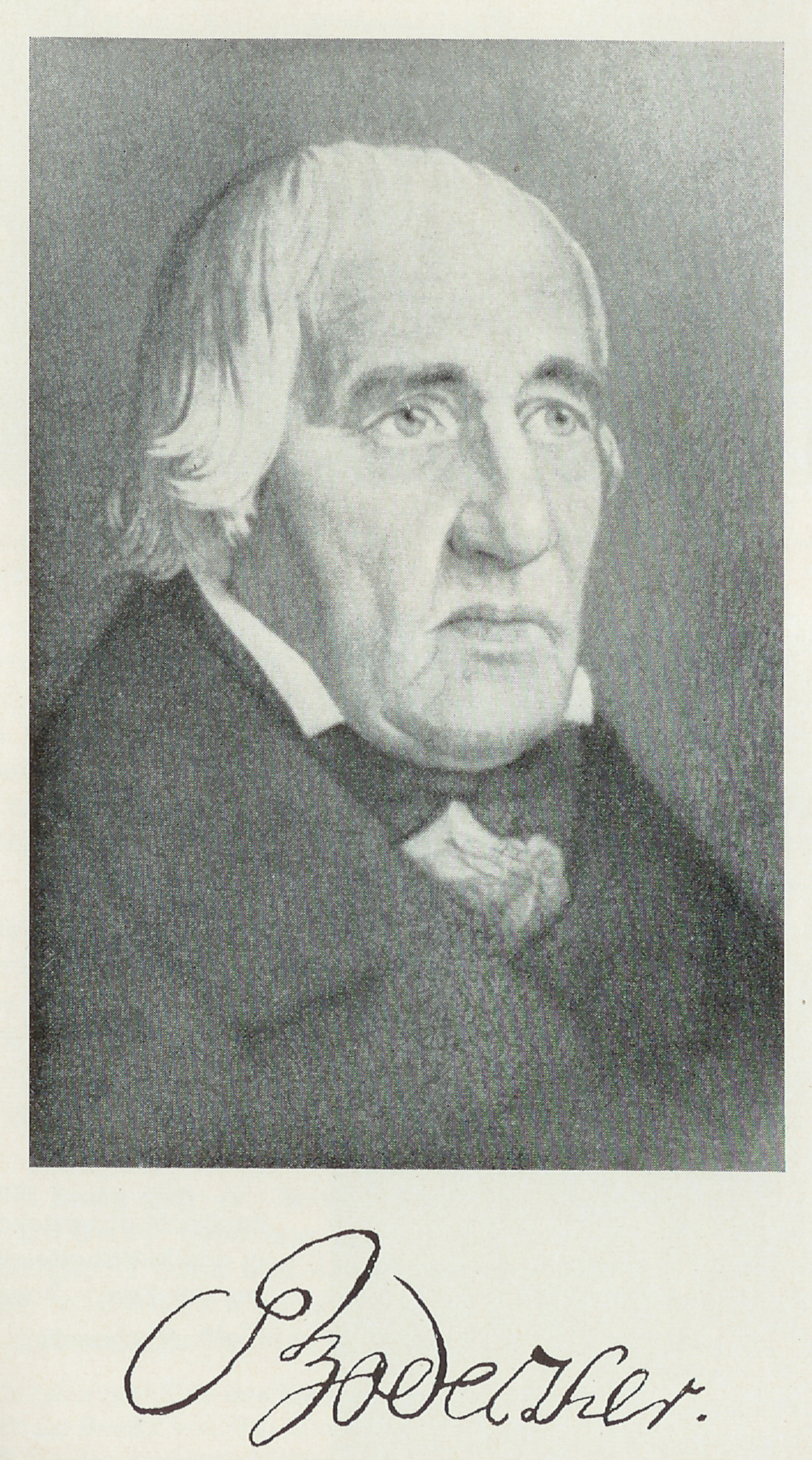
Philipp Christian Friedrich Bodecker mit dem Faksimile seiner Unterschrift

Philipp Christian Friedrich Bodecker (* 11. September 1756 in Westerhof, Kurfürstentum Braunschweig-Lüneburg; † 1. April 1845 in Oldenburg, Großherzogtum Oldenburg) war ein deutscher Forstmann. Als Leiter der oldenburgischen Forstverwaltung von 1794 bis 1841 hat er sich große Verdienste bei der Aufforstung von Ödland und Heideflächen erworben.

## Leben
Philipp Christian Friedrich Bodecker entstammte einer alten hannoverschen Forstfamilie. Sein Urgroßvater Joachim Friedrich Bodecker (1656–1735) war Oberförster in Lauenstein und im Amt Springe gewesen, desgleichen sein Großvater Johann Georg Bodecker (1686–1753) ebenfalls in Lauenstein. Sein Vater Friedrich Jonas Bodecker (1708–1759) wirkte als Oberförster in Westerhof am Harz, wo Philipp Christian Friedrich Bodecker am 11. September 1756 geboren wurde. Seinen Vater lernte er allerdings kaum kennen, da dieser bereits drei Jahre später starb. 
Bodecker schlug ebenfalls die forstliche Laufbahn ein und war ab 1780 zunächst hannoverscher reitender Förster in Escherode. Als Adolf Christian Georg von Stralenheim (1745–1796), Leiter der Herzoglich Oldenburgischen Forstverwaltung, einen Nachfolger suchte, fand er ihn in Bodecker. So wurde dieser 1794 Oberförster bei der oldenburgischen Kammer und hatte von da an bis 1798 die alleinige Leitung der Oldenburgischen Forstverwaltung inne. Da es jedoch üblich war, dass diese von zwei leitenden Beamten geführt wurde, kam 1799 der zum Forstmeister ernannte Major Heino Ernst von Heimburg (1766–1839) hinzu. Da beide gleiche Ziele hatte, funktionierte die Zusammenarbeit reibungslos.
Mit Beginn der so genannten Franzosenzeit schieden beide 1810 jedoch aus dem Amt. Bodecker verbrachte die folgenden Jahre auf Gut Mansholt, kehrte aber bereits 1814 wieder in seine alte Position zurück. 1829 wurde er zum Forstmeister, 1839 zum „wirklichen“ Forstmeister ernannt. Bodecker blieb bis ins hohe Alter hinein aktiv: Erst 1841, mit 84 Jahren, wurde er auf eigenen Wunsch hin pensioniert. Philipp Christian Friedrich Bodecker starb am 1. April 1845 in Oldenburg.

## Leistungen
Eng verbunden ist der Name Bodeckers mit den mühevollen Aufforstung großer Heide- und Kahlflächen sowie der dem Land aus der Markenteilung zugefallenen Areale. Bei diesen Bemühungen wurde vor allem die Wald-Kiefer verwendet, die noch heute das Bild der dortigen Waldbestände prägt. 
Durch fortgesetzte ungeregelte Plenterhiebe waren viele der Laubholzbestände licht geworden und wiesen Blößen auf, die zu versanden drohten. Um diese Laubholzflächen vor der immer weiter vordringenden Heide zu sichern, wurden diese oftmals mit Kiefern umgürtet, was zum Schutz des Bodens und seiner Verbesserung beitrug. Daneben schuf Bodecker auch ganz neue Wälder, neben Wildeshausen schwerpunktmäßig in den Ämtern Vechta und Cloppenburg, die 1803 als Zugänge zur oldenburgischen Verwaltung ebenfalls unter Bodeckers und von Heimburgs Aufsicht standen.
Eine besondere Herausforderung stellten dabei die Flugsandflächen dar, bei denen vorherige Aufforstungsversuche allesamt gescheitert waren. Die bedeutendsten dieser Problemflächen waren der Dwergter Sand, die Littler, Spaischen und Oldenburger Sande. Um auf diesen Flächen überhaupt etwas ausrichten zu können, wurden sie zunächst dem Vieh, vor allem den Schafherden, verschlossen, die Dünen alsdann abgeflacht und mit Moorplaggen dicht abgedeckt. Dazu wurden teilweise auch junge Kiefern aus Erstaufforstungen verwendet, die ganz dicht gelegt und mit Stangen und Harken festgemacht wurden. Nur in geschützteren Lagen brauchte die Abdeckung nicht ganz so eng zu erfolgen, dort kam auch gemähte Langheide mit Sandüberwurf zum Einsatz, um den Boden festzuhalten. Die Forstkulturen wurden dann mit ein- bis sechsjährigen Kiefern-Ballenpflanzen im Ein-Meter-Quadratverband begründet. Diese Ballenpflanzen zog man in eigenen Kämpen. Die Kiefernpflanzung wurde in Oldenburg schließlich um 1820 allgemein üblich, weil es im Lande selbst nur wenige Bestände im samentragenden Alter gab und Saatgut somit teuer eingeführt werden musste. Lediglich im Dwergter Sand ist auf die deckenden Moorplaggen Kiefer gesät worden. 
Insgesamt ist diese Aufforstungstechnik ein klassisches Beispiel dafür, warum es in vielen Gegenden Deutschlands im Zuge der großen Wiederaufforstungen ab etwa 1800 zu einem verstärkten Nadelholz-Anbau kam: Auf den sandigen und verarmten Böden konnte schlichtweg keine andere Baumart als die anspruchslose Kiefer gedeihen. Erst mit einer gewissen Erholung dieser durch unsachgemäße Bewirtschaftung über Jahrhunderte ausgeplünderten Flächen ist es wieder möglich, dort auch Laubholz einzubringen. 
Vor diesem Hintergrund müssen auch die Leistungen im Oldenburger Raum als Kulturtat ersten Ranges bewertet werden, durch die verhindert wurde, dass dort am Ende Versteppung oder gar Wüstenbildung einsetzte. Durch die unermüdliche Aufforstungstätigkeit während Bodeckers und von Heimburgs Amtszeit stieg die Waldfläche dort vielmehr innerhalb eines halben Jahrhunderts von 1790 bis 1840 von 4500 auf 8000 Hektar – darunter rund 2000 Hektar aufgeforstetes Ödland –, was eine riesige Aufforstungsarbeit für das kleine Land Oldenburg darstellte. Umgerechnet ergibt sich daraus, dass neben den laufenden Kulturvorhaben von durchschnittlich 60 bis 100 Hektar pro Jahr noch jeweils gut 40 Hektar Ödland-Aufforstungen hinzukamen. Diese gewaltige Aufbauleistung wurde durch die oldenburgische Forstordnung von 1840 auch rechtlich gesichert. Bis 1860 war die Fläche der oldenburgischen Staatsforsten dann auf gut 9000 Hektar angewachsen, was gegenüber 1780, als sie rund 4400 Hektar betrug, mehr als eine Verdoppelung darstellte. Allerdings nahm die Kiefer 1860 gut 5000 Hektar ein, weshalb der Herzog anordnete, dass Nadelholz nur noch auf solchen Standorten angebaut werden sollte, die für Laubholz nicht in Frage kamen.